# 文京区立駕籠町小学校
文京区立駕籠町小学校（ぶんきょうくりつ かごまちしょうがっこう）は、東京都文京区本駒込2丁目にある公立小学校。

## 沿革
- 1922年（大正11年）4月 - 東京市駕籠町尋常小学校創立。開校時点の学級数21、児童数857名。
- 1945年（昭和20年）4月13日 - 空襲により全校舎焼失。
- 1946年（昭和21年）3月31日 - 閉校。明化国民学校に併合。
- 1958年（昭和33年）
  - 3月24日 - 文京区駕籠町41番地に東京都文京区立駕籠町小学校設置。
  - 4月1日 - 初代磯野六郎校長就任。
  - 4月7日 - 授業開始。この時点の学級数13学級・児童数591名。
  - 5月8日 - 校章制定。
  - 5月10日 - 第1回開校記念式典挙行。
  - 6月28日 -　父母と先生の会設立。
- 1959年（昭和34年）3月15日 - 校歌制定。
- 1998年（平成10年）3月31日 - 駕籠町幼稚園閉園。
- 2011年（平成23年）2月21日 - 外壁サッシ改修工事（第1期）。
- 2012年（平成24年）7月6日 - 外壁サッシ改修工事（第2期）。
- 2014年（平成26年）
  - 1月22日 - 開校55周年記念子どもまつり開催。
  - 7月 - この月から12月まで、給食室改修工事実施。
- 2017年（平成29年）4月1日 - 特別支援教室「学びの教室」開設。
- 2019年（令和元年）7月 - この月から12月まで、校庭人工芝改修工事。
- 2020年（令和2年）11月 - この月から翌年3月まで、図工室・算数教室改修工事。

## 通学区域
出典
- 千石1丁目（5番5号・16番(1号～8号・9号の一部(一部は明化小学校の通学区域))・17番(13号～20号)・19番(12号～18号)・20番(1号～21号)・21番・23番～30番）
- 千石4丁目（36番(8号・9号・11号～16号)・39番～46番）
- 本駒込2丁目（1番～17番・29番）
- 本駒込6丁目（1番～6番・7番(1号～8号・10号～12号・21号・22号・24号)・8番(2号・5号～11号・19号～25号)・9番(2号～11号・20号～25号)・10番(	5号～12号・19号～25号)・11番(1号～11号・17号～23号)・12番(1号～10号・16号～22号)）

## 進学先中学校
出典
公立中学校に進学する場合
- 文京区立第九中学校 - 本駒込地区から通う児童の主な進学先
- 文京区立第十中学校 - 千石地区から通う児童の主な進学先

## アクセス
- 都営地下鉄三田線千石駅（A1出口）から、徒歩約100m・約2分。
- 文京区コミュニティバス「Bーぐる」「千駄木・駒込ルート」で、「千石駅」バス停下車後、徒歩約180m・約3分。
- 都営バス「上58」・「草63」の各系統で、「千石一丁目」バス停より、
  - 1番のりばから、徒歩約415m・約7分。
  - 2番のりばから、徒歩約355m・約6分。
  - 3番のりばから、徒歩約350m・約6分。
  - 4番のりばから、徒歩約330m・約5分。

## 周辺
- 東京都立小石川中等教育学校 - 敷地が隣接。
- 広尾学園小石川中学校・高等学校 - 敷地が隣接。
- 文京区立駕籠町公園 - 文京区道をはさんで、敷地が隣接。
- 都営地下鉄三田線千石駅
- セブンイレブン文京千石駅前店
- ファミリーマート本駒込二丁目店
- 国道17号線
- 東京都道437号秋葉原雑司ヶ谷線
- 文京区立本駒込西保育園
- 学校法人東洋大学京北幼稚園
- 東京都道301号白山祝田田町線
- また、豊島区との区境線も近い。